# Martín Torrijos
Martín Erasto Torrijos Espino (født 18. juli 1963) er en panamansk politikere og tidligere præsident mellem 2004 og 2009.
Han var kandidat i Præsidentvalget i Panama 1999, men tabte til Mireya Moscoso, som blev landets første kvindelige præsident. I 2004 blev han valgt præsident, og sad frem til 2009.
Torrijos er søn af Omar Torrijos, Panamas militæreleder mellem 1968 og 1991.